# Leonard Woolf
Leonard Sidney Woolf (Londres, 25 de novembro de 1880 – 14 de agosto de 1969) foi um teórico político, autor e editor britânico. É mais conhecido por ter sido o marido da escritora Virginia Woolf.
Pablo Neruda, em sua obra autobiográfica Confesso que Vivi, menciona que Leonard Woolf escreveu "um dos melhores livros que jamais foram escritos sobre o Oriente: The village in the jungle, obra-prima da vida verdadeira e da literatura real, um pouco ou muito prejudicado pela fama da mulher de Woolf, nada menos que Virginia Woolf, grande escritora subjetiva de renome universal." 

## Primeiros anos
Woolf nasceu em Londres, sendo o terceiro dos dez filhos de Solomon Rees Sidney Woolf (conhecido simplesmente como Sidney Woolf), um barrister e um Queen's Counsel, e Marie (nascida de Jongh). Sua familha era judia. Após a morte de seu pai, em 1892, Woolf foi mandado para a Arlington House School, próxima a Brighton, Sussex. De 1894 a 1899 ele frequentou a St Paul's School, e em 1899 ele ganhou uma bolsa de estudos tradicional para o Trinity College, de Cambridge, onde foi eleito para os Apóstolos de Cambridge. Outros membros incluíam Lytton Strachey, John Maynard Keynes, GE Moore e EM Forster. Thoby Stephen, irmão de Virginia Stephen, era próximo aos Apóstolos, apesar de não ser um membro. Woolf recebeu seu B.A. em 1902, mas ficou por mais um ano para estudar para os exames de Serviço Civil.
Em outubro de 1904, Woolf se mudou para o Ceilão (atualmente Sri Lanka) para tornar-se uma cadete no Serviço Civil de Ceilão, em Jaffna e posteriormente em Kandy, e em agosto de 1908 foi nomeado um agente de assistência ao governo na na Província Meridional do Ceilão, onde administrou o distrito de Hambantota. Woolf voltou à Inglatterra em maio de 1911, para uma estada de um ano. Ao invés disso, porém, ele demitiu-se no início de 1912 e, no mesmo ano, casou-se com Virginia Stephen (Virginia Woolf).
Juntos, Leonard e Virginia Woolf tornaram-se influentes no Grupo de Bloomsbury, do qual também participavam outros antigos Apóstolos.
Em dezembro de 1917, Woolf tournou-se um dos cofundadores de Clube de 1917, que se encontrava na Gerard Street, em Soho.

## Escrita
Após seu casamento, Woolf centrou-se na escrita e, em 1913, publicou seu primeiro romance, The Village in the Jungle, que tem como inspiração seus anos no Sri Lanka. Continuou publicando livros, com um intervalo de aproximadamente dois anos de um para o outro.
No início da conscrição, em 1916, durante a Primeira Guerra Mundial, Woolf foi rejeitado do serviço militar por razões médicas, e centrou-se em política e sociologia. Ele entrou para o Partido Trabalhista e para o Socialismo fabiano, tornando-se um colaborador regular para o New Statesman. Em 1916, escreveu International Government, propondo uma agência internacional para a promoção da paz mundial.
Após a piora na saúde mental de sua esposa, Woolf dedicou muito tempo cuidando dela (ele mesmo sofria de depressão). Em 1917, os Woolfs compraram uma pequena prensa de papel e com ela fundaram a Hogarth Press. Seu primeiro projeto era um folheto, feito por eles mesmos. Em dez anos, a editora tornara-se uma instituição de publicação em grande escala, lançando os romances de Virginia, os  folhetos de Leonard e, entre outras obras, a primeira edição de The Waste Land, de T.S. Eliot. Woolf continuou como o principal editor da editora até sua morte. Sua mulher sofreu de vários acessos de doença mental pela vida, até o seu suicídio em 1941. Mais tarde, Leonard se apaixonou por uma artista casada, Trekkie Parsons.
Em 1919, Woolf tornou-se editor do International Review. Ele também editou a seção internacional do Contemporary Review de 1920 a 1922. Ele foi editor literário do The Nation Atheneum, genericamente chamado de The Nation, de 1923 a 1930, e cofundador e editor do The Political Quarterly, de 1931 a 1959. Por um tempo, trabalhou como secretário dos comitês sobre questões internacionais e coloniais do Partido Trabalhista.
Em 1960, Woolf revisitou o Sri Lanka e ficou surpreso com a recepção acalorada que lhe deram e com o fato de que ainda lembravam dele. Woolf aceitou um doutorado honorário da então nova Universidade de Sussex em 1964 e em 1965 foi eleito como "Colega" da Royal Society of Literature. Ele recusou a oferta de um título da Ordem dos Companheiros de Honra no aniversário da Rainha, em 1966.

## Família
Entre seus nove irmãos, Bella Woolf foi também uma escritora.

## Morte
Woolf faleceu em 14 de agosto de 1969, devido a um acidente vascular cerebral. Ele foi cremado e suas cinzas foram enterradas ao lado da sua mulher, em baixo de um olmo, no seu amado jardim na Monk's House, em Rodmell, Sussex. A árvore posteriormente caiu e os restos de Woolf tem sido, desde então, marcados por um busto de bronze.
Seus ensaios estão guardados pela Universidade Sussex, em Falmer.

## Obras
- The Village in the Jungle – 1913
- The Wise Virgins – 1914 (Republicado 2003 por Persephone Books)
- International Government – 1916
- The Future of Constantinople – 1917
- The Framework of a Lasting Peace - 1917
- Cooperation and the Future of Industry – 1918
- Economic Imperialism – 1920
- Empire and Commerce in Africa – 1920
- Socialism and Co-operation – 1921
- International co-operative trade – 1922
- Fear and Politics – 1925
- Essays on Literature, History, Politics – 1927
- Hunting the Highbrow – 1927
- Imperialism and Civilization – 1928
- After the Deluge (Principia Politica), 3 vols. – 1931, 1939, 1953
- Quack! Quack! – 1935
- Barbarians at the Gate – 1939
- The War for Peace – 1940
- A Calendar of Consolation – organizado por Leonard Woolf, 1967